# Осетия
Осетия (на осетински: Ирыстон) e неофициално название на етно-лингвистичен регион, разположен в планинските и предпланински райони на Централен Кавказ, населен предимно от осетинци.
Регионът е разделен политически на:
- Северна Осетия – република в състава на Руската федерация, и
- Южна Осетия – самопровъзгласилата се република (бившата Южноосетинска АО), официално в състава на Грузия.